# Liste des cantons de l'Allier

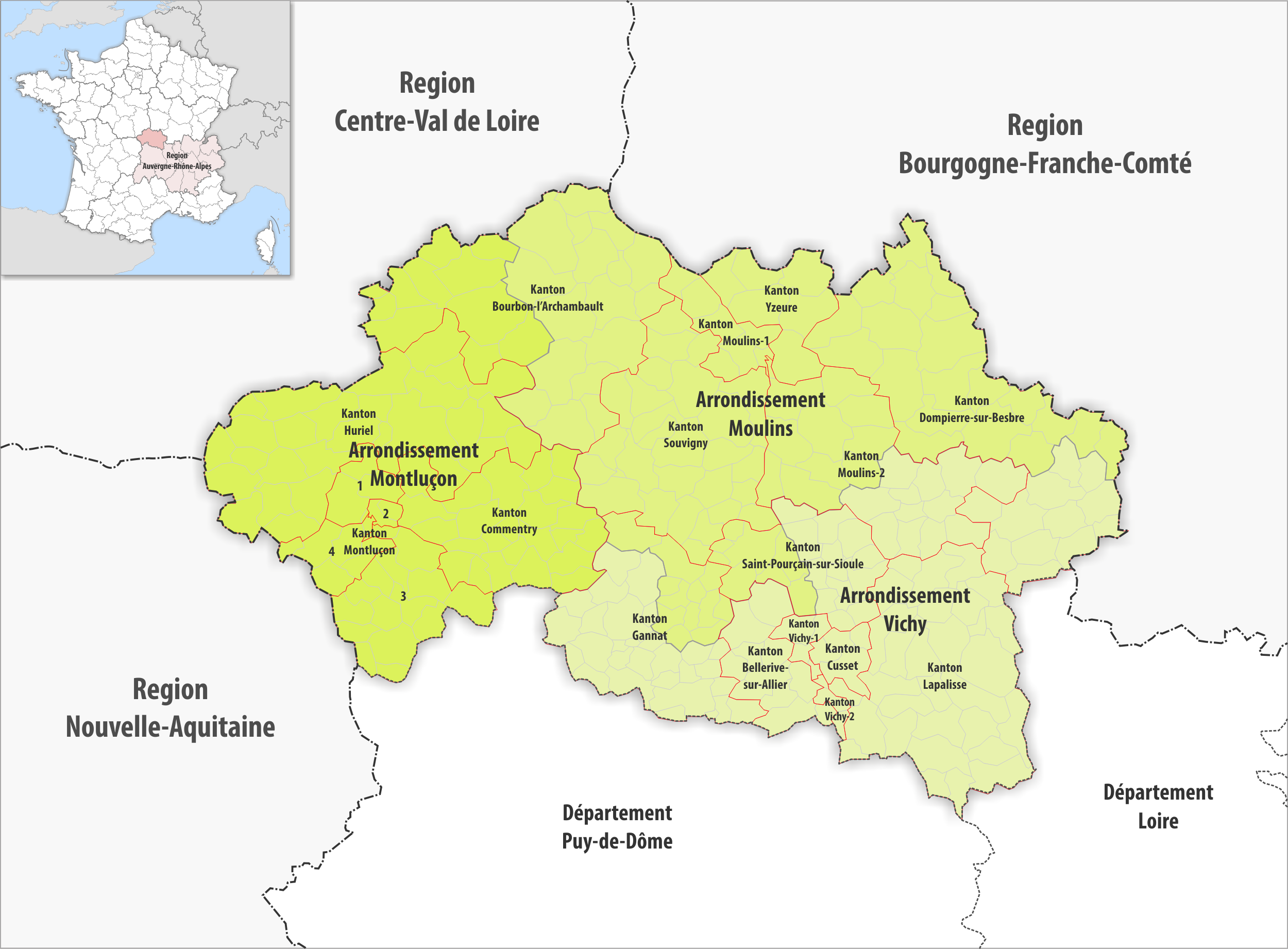
Les cantons de l'Allier en janvier 2017.

Les cantons de l'Allier, un département français, sont au nombre de 19 depuis le redécoupage cantonal de 2014. L'Allier a compté jusqu'à 35 cantons en 2014.

## Historique

### Période 1973-2014
- En juillet 1973, quatre nouveaux cantons sont créés par modification des cantons existant afin de refléter l'évolution de la population urbaine :
  - Les cantons de Montluçon-Est et Montluçon-Ouest sont remplacés par les cantons de Montluçon-Nord-I, Montluçon-Ouest-II, Montluçon-Sud-III, Montluçon-Est-IV[1].
  - Les cantons de Moulins-Est et Moulins-Ouest sont remplacés par les cantons Moulins-Sud, Moulins-Ouest (nouvelle délimitation) et Yzeure[2]. Les limites des deux nouveaux cantons de Moulins sont légèrement modifiées moins d'un mois plus tard[3].
  - Le canton de Vichy est divisé en deux cantons, Vichy-Nord et Vichy-Sud[2].
- En janvier 1982, le canton de Montluçon-Nord est divisé en deux cantons, Montluçon-Nord-Est et Domérat-Montluçon-Nord-Ouest[4].
- En janvier 1985, les cantons de Cusset, Vichy-Nord et Vichy-Sud sont redécoupés pour former quatre cantons Cusset-Nord, Cusset-Sud, Vichy-Nord et Vichy-Sud[5].

#### Liste des cantons avant le redécoupage de 2013
Liste des cantons du département de l'Allier, par arrondissement :
- arrondissement de Montluçon (12 cantons - sous-préfecture : Montluçon) :
canton de Cérilly - canton de Commentry - canton de Domérat-Montluçon-Nord-Ouest - canton d'Ébreuil - canton de Hérisson - canton d'Huriel - canton de Marcillat-en-Combraille - canton de Montluçon-Est - canton de Montluçon-Nord-Est - canton de Montluçon-Ouest - canton de Montluçon-Sud - canton de Montmarault
- arrondissement de Moulins (12 cantons - préfecture : Moulins) :
canton de Bourbon-l'Archambault - canton de Chantelle - canton de Chevagnes - canton de Dompierre-sur-Besbre - canton de Lurcy-Lévis - canton du Montet - canton de Moulins-Ouest - canton de Moulins-Sud - canton de Neuilly-le-Réal - canton de Saint-Pourçain-sur-Sioule - canton de Souvigny - canton d'Yzeure
- arrondissement de Vichy (11 cantons - sous-préfecture : Vichy) :
canton de Cusset-Nord - canton de Cusset-Sud - canton du Donjon - canton d'Escurolles - canton de Gannat - canton de Jaligny-sur-Besbre - canton de Lapalisse - canton du Mayet-de-Montagne - canton de Varennes-sur-Allier - canton de Vichy-Nord - canton de Vichy-Sud

### Redécoupage cantonal de 2014
Dans la poursuite de la réforme territoriale engagée en 2010, l'Assemblée nationale adopte définitivement le 17 avril 2013 la réforme du mode de scrutin pour les élections départementales destinée à garantir la parité hommes/femmes. Les lois (loi organique 2013-402 et loi 2013-403) sont promulguées le 17 mai 2013. Un nouveau découpage territorial est défini par décret du 27 février 2014 pour le département de l'Allier. Celui-ci entre en vigueur lors du premier renouvellement général des assemblées départementales suivant la publication du décret, soit en mars 2015. Les conseillers départementaux sont élus au scrutin majoritaire binominal mixte. Les électeurs de chaque canton éliront au Conseil départemental, nouvelle appellation des Conseils généraux, deux membres de sexe différent, qui se présenteront en binôme de candidats. Les conseillers départementaux seront élus pour 6 ans au scrutin binominal majoritaire à deux tours, l'accès au second tour nécessitant 10 % des inscrits au 1er tour. En outre la totalité des conseillers départementaux est renouvelée.
Ce nouveau mode de scrutin nécessite un redécoupage des cantons dont le nombre est divisé par deux avec arrondi à l'unité impaire supérieure si ce nombre n'est pas entier impair et avec des conditions de seuils minimaux. Dans l'Allier le nombre de cantons passe ainsi de 35 à 19.
Les critères du remodelage cantonal sont les suivants : le territoire de chaque canton doit être défini sur des bases essentiellement démographiques, le territoire de chaque canton doit être continu et les communes de moins de 3 500 habitants sont entièrement comprises dans le même canton. Il n’est fait référence, ni aux limites des arrondissements, ni à celles des circonscriptions législatives.
Conformément à de multiples décisions du Conseil constitutionnel depuis 1985 et notamment sa décision no 2010-618 DC du 9 décembre 2010, il est admis que le principe d’égalité des électeurs au regard des critères démographiques est respecté lorsque le ratio conseiller/habitant de la circonscription est compris dans une fourchette de 20 % de part et d'autre du ratio moyen conseiller/habitant du département. Pour le département de l'Allier, la population de référence est la population légale en vigueur au 1er janvier 2013, à savoir la population millésimée 2010, soit 342 908 habitants. Avec 19 cantons la population moyenne par conseiller départemental est de 18 048 habitants. Ainsi la population de chaque nouveau canton doit-elle être comprise entre 14 438 habitants et 21 657 habitants pour respecter le principe de l'égalité citoyenne au vu des critères démographiques.

## Composition actuelle

### Composition détaillée
| N° | Nom du Canton             | Bureau centralisateur     | Population 2010             | Écart /moyenne | Nombre de communes entières | Communes composant le canton |
| -- | ------------------------- | ------------------------- | --------------------------- | -------------- | --------------------------- | --- |
| 1  | Bellerive-sur-Allier      | Bellerive-sur-Allier      | 18 432                      | 1,02           | 11                          | Bellerive-sur-Allier, Broût-Vernet, Brugheas, Cognat-Lyonne, Escurolles, Espinasse-Vozelle, Hauterive, Saint-Didier-la-Forêt, Saint-Pont, Serbannes, Vendat. |
| 2  | Bourbon-l'Archambault     | Bourbon-l'Archambault     | 17 204                      | 0,95           | 28                          | Ainay-le-Château, Bourbon-l'Archambault, Braize, Buxières-les-Mines, Cérilly, Château-sur-Allier, Couleuvre, Couzon, Franchesse, Isle-et-Bardais, Lételon, Limoise, Lurcy-Lévis, Meaulne-Vitray, Neure, Pouzy-Mésangy, Saint-Aubin-le-Monial, Saint-Bonnet-Tronçais, Saint-Hilaire, Saint-Léopardin-d'Augy, Saint-Plaisir, Theneuille, Urçay, Valigny, Le Veurdre, Vieure, Le Vilhain, Ygrande. |
| 3  | Commentry                 | Commentry                 | 18 885                      | 1,05           | 24                          | Beaune-d'Allier, Bézenet, Blomard, Chamblet, Chappes, Chavenon, Colombier, Commentry, Deneuille-les-Mines, Doyet, Hyds, Louroux-de-Beaune, Malicorne, Montmarault, Montvicq, Murat, Saint-Angel, Saint-Bonnet-de-Four, Saint-Marcel-en-Murat, Saint-Priest-en-Murat, Sazeret, Verneix, Vernusse, Villefranche-d'Allier. |
| 4  | Cusset                    | Cusset                    | 17 928                      | 0,99           | 4                           | Bost, Creuzier-le-Neuf, Creuzier-le-Vieux, Cusset. |
| 5  | Dompierre-sur-Besbre      | Dompierre-sur-Besbre      | 20 698                      | 1,15           | 32                          | Avrilly, Beaulon, Le Bouchaud, La Chapelle-aux-Chasses, Chassenard, Chevagnes, Chézy, Coulanges, Diou, Dompierre-sur-Besbre, Le Donjon, Gannay-sur-Loire, Garnat-sur-Engièvre, Lenax, Loddes, Luneau, Lusigny, Molinet, Monétay-sur-Loire, Montaiguët-en-Forez, Montcombroux-les-Mines, Neuilly-en-Donjon, Paray-le-Frésil, Pierrefitte-sur-Loire, Le Pin, Saint-Didier-en-Donjon, Saint-Léger-sur-Vouzance, Saint-Martin-des-Lais, Saint-Pourçain-sur-Besbre, Saligny-sur-Roudon, Thiel-sur-Acolin, Vaumas. |
| 6  | Gannat                    | Gannat                    | 19 635                      | 1,09           | 41                          | Barberier, Bègues, Bellenaves, Biozat, Chantelle, Chareil-Cintrat, Charmes, Charroux, Chezelle, Chirat-l'Église, Chouvigny, Coutansouze, Deneuille-lès-Chantelle, Ébreuil, Échassières, Étroussat, Fleuriel, Fourilles, Gannat, Jenzat, Lalizolle, Louroux-de-Bouble, Le Mayet-d'École, Mazerier, Monestier, Monteignet-sur-l'Andelot, Nades, Naves, Poëzat, Saint-Bonnet-de-Rochefort, Saint-Germain-de-Salles, Saint-Priest-d'Andelot, Saulzet, Sussat, Target, Taxat-Senat, Ussel-d'Allier, Valignat, Veauce, Vicq, Voussac. |
| 7  | Huriel                    | Huriel                    | 16 544                      | 0,92           | 29                          | Archignat, Audes, Bizeneuille, Le Brethon, Chambérat, La Chapelaude, Chazemais, Cosne-d'Allier, Courçais, Estivareilles, Haut-Bocage, Hérisson, Huriel, Louroux-Bourbonnais, Mesples, Nassigny, Reugny, Saint-Caprais, Saint-Désiré, Saint-Éloy-d'Allier, Saint-Martinien, Saint-Palais, Saint-Sauvier, Sauvagny, Tortezais, Treignat, Vallon-en-Sully, Venas, Viplaix. |
| 8  | Lapalisse                 | Lapalisse                 | 18 482                      | 1,02           | 31                          | Andelaroche, Arfeuilles, Arronnes, Barrais-Bussolles, Billezois, Le Breuil, Busset, La Chabanne, La Chapelle, Châtel-Montagne, Châtelus, Droiturier, Ferrières-sur-Sichon, La Guillermie, Isserpent, Lapalisse, Laprugne, Lavoine, Mariol, Le Mayet-de-Montagne, Molles, Nizerolles, Périgny, Saint-Christophe, Saint-Clément, Saint-Étienne-de-Vicq, Saint-Nicolas-des-Biefs, Saint-Pierre-Laval, Saint-Prix, Servilly, Le Vernet. |
| 9  | Montluçon-1               | Montluçon                 | 12 079 + Fraction Montluçon |                | 3 + Fraction Montluçon      | 1° Les communes suivantes : Domérat, Saint-Victor, Vaux. 2° La partie de la commune de Montluçon située au nord d'une ligne définie par l'axe des voies et limites suivantes : depuis la limite territoriale de la commune de Domérat, avenue des Martyrs, avenue Jean-Nègre, rue de Beaulieu, avenue Pierre-Villon, avenue Albert-Thomas, jusqu'à la limite territoriale de la commune de Domérat. |
| 10 | Montluçon-2               | Montluçon                 | 4 348 + Fraction Montluçon  |                | 1 + Fraction Montluçon      | 1° La commune suivante : Désertines. 2° La partie de la commune de Montluçon située au nord d'une ligne définie par l'axe des voies et limites suivantes : depuis la limite territoriale de la commune de Domérat, avenue Albert-Thomas, avenue Pierre-Villon, rue de Beaulieu, avenue Jean-Nègre, rue Miscailloux, rue de Verneuil, rue Pierre-Leroux, rue Raquin, ligne de chemin de fer de Montluçon à Châteauroux, avenue de la République, pont Saint-Pierre, quai Rouget-de-Lisle, ligne de chemin de fer jusqu'à la gare, avenue Marx-Dormoy, boulevard de Courtais, rue des Anciennes-Boucheries, rue Barathon, rue de La Réunion, rue de l'Hermitage, avenue John-Fitzgerald-Kennedy, rue de Rimard, ligne de chemin de fer, jusqu'à la limite territoriale de la commune de Saint-Angel. |
| 11 | Montluçon-3               | Montluçon                 | 8 653 + Fraction Montluçon  |                | 14 + Fraction Montluçon     | 1° Les communes suivantes : Arpheuilles-Saint-Priest, La Celle, Durdat-Larequille, Marcillat-en-Combraille, Mazirat, Néris-les-Bains, La Petite-Marche, Ronnet, Saint-Fargeol, Saint-Genest, Saint-Marcel-en-Marcillat, Sainte-Thérence, Terjat, Villebret. 2° La partie de la commune de Montluçon située à l'est et au sud d'une ligne définie par l'axe des voies et limites suivantes : depuis la limite territoriale de la commune de Prémilhat, avenue du Président-Auriol, rue Buffon, avenue des Roches, rue du Clair-Matin, rue du Soleil-Levant, avenue des Roches, passage reliant l'avenue des Roches à l'avenue des Guineberts, avenue des Guineberts, ligne droite se prolongeant jusqu'au cours du Cher, cours du Cher, ligne de chemin de fer jusqu'à la gare (exclue), avenue Marx-Dormoy, boulevard de Courtais, rue des Anciennes-Boucheries, rue Barathon, rue de La Réunion, rue de l'Hermitage, avenue John-Fitzgerald-Kennedy, rue de Rimard, ligne de chemin de fer, jusqu'à la limite territoriale de la commune de Saint-Angel. |
| 12 | Montluçon-4               | Montluçon                 | 6 289 + Fraction Montluçon  |                | 6 + Fraction Montluçon      | 1° Les communes suivantes : Lamaids, Lavault-Sainte-Anne, Lignerolles, Prémilhat, Quinssaines, Teillet-Argenty. 2° La partie de la commune de Montluçon non incluse dans les cantons de Montluçon-1, de Montluçon-2 et de Montluçon-3. |
| 13 | Moulins-1                 | Moulins                   | 7 022 + Fraction Moulins    |                | 6 + Fraction Moulins        | 1° Les communes suivantes : Aubigny, Avermes, Bagneux, Coulandon, Montilly, Neuvy. 2° La partie de la commune de Moulins située à l'ouest d'une ligne définie par l'axe des voies et limites suivantes : depuis la limite territoriale de la commune de Toulon-sur-Allier, chemin de Nomazy, boulevard de Nomazy, quai d'Allier, rond-point, avenue d'Orvilliers, boulevard Ledru-Rollin, rue de Lyon, rue Delorme, rue des Halles, place des Halles, place Garibaldi, rue Regemortes, rue Laussedat, place d'Allier, rue Vieille-du-Four, rue des Bouchers, place Jean-Moulin, rue du Vert-Galant, rue des Fausses-Braies, rue de Paris, rue des Potiers, cours Jean-Jaurès, rue des Six-Frères, boulevard de Courtais, rue du Lieutenant-Burlaud, rue de Villars, avenue du Général-Leclerc, rue Philippe-Thomas, rue de Refembre, jusqu'à la limite territoriale de la commune d'Yzeure. |
| 14 | Moulins-2                 | Moulins                   | 10 569 + Fraction Moulins   |                | 22 + Fraction Moulins       | 1° Les communes suivantes : Bert, Bessay-sur-Allier, Chapeau, Châtelperron, Chavroches, Cindré, La Ferté-Hauterive, Gouise, Jaligny-sur-Besbre, Liernolles, Mercy, Montbeugny, Neuilly-le-Réal, Saint-Gérand-de-Vaux, Saint-Léon, Saint-Voir, Sorbier, Thionne, Toulon-sur-Allier, Treteau, Trézelles, Varennes-sur-Tèche. 2° La partie de la commune de Moulins non incluse dans le canton de Moulins-1. |
| 15 | Saint-Pourçain-sur-Sioule | Saint-Pourçain-sur-Sioule | 19 115                      | 1,06           | 22                          | Bayet, Billy, Boucé, Créchy, Langy, Loriges, Louchy-Montfand, Magnet, Marcenat, Montaigu-le-Blin, Montoldre, Montord, Paray-sous-Briailles, Rongères, Saint-Félix, Saint-Gérand-le-Puy, Saint-Loup, Saint-Pourçain-sur-Sioule, Sanssat, Saulcet, Seuillet, Varennes-sur-Allier. |
| 16 | Souvigny                  | Souvigny                  | 15 360                      | 0,85           | 29                          | Agonges, Autry-Issards, Besson, Bransat, Bresnay, Bressolles, Cesset, Châtel-de-Neuvre, Châtillon, Chemilly, Contigny, Cressanges, Deux-Chaises, Gipcy, Laféline, Marigny, Meillard, Meillers, Monétay-sur-Allier, Le Montet, Noyant-d'Allier, Rocles, Saint-Menoux, Saint-Sornin, Souvigny, Le Theil, Treban, Tronget, Verneuil-en-Bourbonnais. |
| 17 | Vichy-1                   | Vichy                     | 6 023+ Fraction Vichy       |                | 3+ Fraction Vichy           | 1° Les communes suivantes : Charmeil, Saint-Germain-des-Fossés, Saint-Rémy-en-Rollat. 2° La partie de la commune de Vichy située au nord d'une ligne définie par l'axe des voies et limites suivantes : depuis la limite territoriale de la commune de Cusset, allée Mesdames, rue d'Alsace, rue du Champ-de-Foire, place Jean-Épinat (voie Ouest), boulevard de la Mutualité, place Pierre-Victor-Léger, rue du 11-Novembre, rue Beauparlant, rue de Paris, rue Lucas, avenue du Général-Dwight-Eisenhower, rue du Parc, rue du Casino, boulevard de Russie, boulevard des États-Unis, son prolongement en ligne droite de la rue de Belgique jusqu'au cours de l'Allier. |
| 18 | Vichy-2                   | Vichy                     | 5 489+ Fraction Vichy       |                | 2 + Fraction Vichy          | 1° Les communes suivantes : Abrest, Saint-Yorre. 2° La partie de la commune de Vichy non incluse dans le canton de Vichy-1. |
| 19 | Yzeure                    | Yzeure                    | 17 387                      | 0,96           | 6                           | Aurouër, Gennetines, Saint-Ennemond, Trévol, Villeneuve-sur-Allier, Yzeure. |
|    |                           |                           | 342 908                     |                | 320                         | |

### Répartition par arrondissement
Contrairement à l'ancien découpage où chaque canton était inclus à l'intérieur d'un seul arrondissement, le nouveau découpage territorial s'affranchit des limites des arrondissements. Certains cantons peuvent être composés de communes appartenant à des arrondissements différents. Dans le département de l'Allier, c'est le cas de cinq cantons (Bourbon-l'Archambault, Dompierre-sur-Besbre, Gannat, Moulins-2, Saint-Pourçain-sur-Sioule).
Le tableau suivant présente la répartition par arrondissement :
| No | Canton                    | Montluçon               | Moulins               | Vichy              | Total                   |
| -- | ------------------------- | ----------------------- | --------------------- | ------------------ | ----------------------- |
| 1  | Bellerive-sur-Allier      |                         |                       | 11                 | 11                      |
| 2  | Bourbon-l'Archambault     | 12                      | 17                    |                    | 29                      |
| 3  | Commentry                 | 24                      |                       |                    | 24                      |
| 4  | Cusset                    |                         |                       | 4                  | 4                       |
| 5  | Dompierre-sur-Besbre      |                         | 19                    | 13                 | 32                      |
| 6  | Gannat                    | 14                      | 15                    | 12                 | 41                      |
| 7  | Huriel                    | 31                      |                       |                    | 31                      |
| 8  | Lapalisse                 |                         |                       | 31                 | 31                      |
| 9  | Montluçon-1               | 3                       |                       |                    | 3                       |
| 10 | Montluçon-2               | 1                       |                       |                    | 1                       |
| 11 | Montluçon-3               | 14 + Fraction Montluçon |                       |                    | 14 + Fraction Montluçon |
| 12 | Montluçon-4               | 6 + Fraction Montluçon  |                       |                    | 6 + Fraction Montluçon  |
| 13 | Moulins-1                 |                         | 6 + Fraction Moulins  |                    | 6 + Fraction Moulins    |
| 14 | Moulins-2                 |                         | 10 + Fraction Moulins | 12                 | 22 + Fraction Moulins   |
| 15 | Saint-Pourçain-sur-Sioule |                         | 8                     | 14                 | 22                      |
| 16 | Souvigny                  |                         | 29                    |                    | 29                      |
| 17 | Vichy-1                   |                         |                       | 3 + Fraction Vichy | 3 + Fraction Vichy      |
| 18 | Vichy-2                   |                         |                       | 2 + Fraction Vichy | 2 + Fraction Vichy      |
| 19 | Yzeure                    |                         | 6                     |                    | 6                       |
|    |                           | 106                     | 111                   | 103                | 320                     |